# Cirkeline - Ost og Kærlighed
Cirkeline – Ost og Kærlighed er en dansk animationsfilm fra 2000 med den lille alf Cirkeline, og hendes to musevenner Frederik og Ingolf. Filmen er baseret på de figurer og det univers, som Hanne Hastrup sammen med Jannik Hastrup skabte, da de i perioden 1969-1971 producerede en række korte animationsfilm for Danmarks Radio. Ost og Kærlighed er instrueret af Jannik Hastrup og produceret af Marie Bro for Dansk Tegnefilm 2 ApS.

## Handling
Cirkeline og hendes venner fejrer, at ingen af dem har fødselsdag, ved at gå ud og lede efter ost og kager. Mille, en lille nærsynet mus, der ikke kan finde hjem, inviteres med til festen. Mille har imidlertid en sur far, der låser hende inde. Milles mor befrier hende dog, og sammen med de nye venner oplever hun en masse ting. Sidse, den nye veninde fra forrige film Storbyens mus, og hendes lillebror Viktor er med til at skaffe Mille nye briller, så hun ikke hele tiden falder gennem ristene og ned i kloakkerne.

## Persongalleri
Cirkeline: Er en alf, der er så lille, at hun kan sove i en tændstiksæske. Selvom alfer vel ikke nogen alder har, er hun vistnok omkring 10 år, snusfornuftig og lidt af en kyllingemor for sine venner, musene. Hun bor på bordet for den tegner, der oprindelig har tegnet hende. Hovedet er rundt som en cirkel – deraf hendes navn. Selvom hun er en slags alf, har hun absolut ingen magiske evner.
Fredrik: Er den ene af hendes musevenner. Han er 8 år. Meget foretagsom som drenge i den alder. Hurtig, modig og vaks. Måske ofte lidt for overmodig. Han er meget nysgerrig efter storbyen, som de flytter ind til. Altid i godt humør og driller ofte sin lillebror.
Ingolf: Er 6 år og lidt af en drømmer. Meget lidt modig – undtagen, når det virkelig gælder. Han kan godt være meget generøs. Elsker landet og landlivet, hvor de jo har boet hele deres liv. Og han er bestemt ikke meget for storbyens fart.
Sidse: Er en bymus på 10 år. Hiphopper og vild med storbyen. Fræk og hurtig. Kender de gode steder. Hun har et godt øje til Fredrik, og er i hvert fald ikke meget for at passe sin lillebror.
Viktor: Er Sidses lillebror. Ret vaks. Har svært ved at forstå, han ikke altid er stor nok til at være med.
Sidses bedstefar:. En lidt gnaven, men inderst inde godhjertet gammel mus, der har mistet sit ene ben. Påstår han er sørøver, hvilket han også ligner. Fungerer som både far og mor for Sidse og hendes lillebror Viktor.

### Andre Cirkelinefilm
Udover Cirkeline – Ost og Kærlighed, er der blevet indspillet seks film i sort-hvid og 12 farvefilm af cirka 11-19 minutters varighed i perioden 1968-1971, samt to biograffilm i hhv. 1998 og 2004: 
- Cirkeline (19 afsnit, 1967-1971)
- Cirkeline - Storbyens Mus (60 min., 1998)
- Cirkeline og Verdens mindste superhelt (80 min., 2004)
- Cirkeline i Fandango ( 20 x 6 min., 2010)

## Eksterne Henvisninger
- Cirkeline - Ost og Kærlighed på Internet Movie Database (engelsk)
- Cirkeline - Ost og Kærlighed på Filmdatabasen
- Cirkeline - Ost og Kærlighed på danskefilm.dk
- Cirkeline - Ost og Kærlighed på danskfilmogtv.dk
- Cirkeline - Ost og Kærlighed på Scope
- Cirkeline - Ost og Kærlighed på The Movie Database (engelsk)
- Cirkeline - Ost og Kærlighed på Filmaffinity (engelsk)